# Кетрін Шива Заубел
Кетрін Шива Заубел (англ. Katherine Siva Saubel) була індіанською вченою, педагогинею, лідером племені, письменницею та активісткою, яка прагнула зберегти історію, культуру та мову Кауїльї. Її зусилля були зосереджені на збереженні мови кауїльї. Заубел визнаний на національному та міжнародному рівнях як один із найповажніших лідерів індіанців Каліфорнії. Вона отримала почесний ступінь доктора філософії в Університеті Ла Сьєрра, Ріверсайд, штат Каліфорнія, і була нагороджена Медалью канцлера, найвищою відзнакою, яку присуджує Каліфорнійський університет при Каліфорнійському університеті в Ріверсайді.
Заубел була зареєстрованою членкинею гурту Група індіанців Кауїла та Купено «Лос Койоти» та головою племені.

## Молодість і освіта
Заубел була восьмою з одинадцяти дітей, виросла, розмовляючи виключно мовою кауїлья, поки не пішла до школи у сім років. Її мати, Мелана Савакселл, розмовляла лише кауїлья. Її батько, Хуан К. Шива, з часом оволодів чотирма мовами: кауїлья, іспанською, латинською та англійською. Під час навчання в середній школі Кетрін насторожилася, коли виявила, що коли вона розмовляє зі своїми друзями на кауїлья, вони відповідають їй англійською. Вона переживала, що її народ втрачає мову. Вона почала записувати назви та застосування рослин і трав, про які дізналася від матері, коли збирала з нею.
Пізніше цей блокнот отримав назву Temalpakh: (З Землі) «Знання індіанців Кауїла та використання рослин», над яким вона співпрацювала з антропологом доктором Ловеллом Джоном Біном протягом десяти років. Він був опублікований у видавництві Malki Museum у Malki Press в 1972 році. Темальпах демонструє глибину досвіду Заубел у культурі Кауїльї, а також другий головний напрямок її наукових досліджень: місцева етноботаніка, вивчення рослинної історії та сільськогосподарських звичаїв народу чи певної етнічної групи. Заубел була експертом з унікальних способів використання кауїльї таких рослин, як мескіт, квасоля, дуб, жолудь, дурман та інші.

## Подальша робота
У 1962 році Заубел працювала з професором американської лінгвістики Вільямом Брайтом. Вони вивчали мови кауїлья та підготовкою кількох публікацій. Вона також проводила заняття з Брайтом і професором Памелою Мунро з Каліфорнійського університету в Лос-Анджелесі та була співавтором з Мунро книги Chem'i'vullu: Let's Speak Cahuilla, опублікованої UCLA в 1981 році.
Починаючи з 1964 року, Заубел працювала над дослідженням мови кахуїлья разом із лінгвістом, професором Хансякобом Зайлером з Кельнського університету, Німеччина, щоб продовжити роботу над наданням автентичного письмового перекладу мови кауїлья, яка раніше існувала лише в розмовній формі. Результатом їхньої спільної роботи стала публікація як довідкової граматики Кауїли, так і словника.Заубел також видала свій власний словник I'sniyatam Designs, a Cahuilla Word Book. Її робота включає кілька автентичних транскрипцій та англійських перекладів фольклору Кауїли.
Джейн Пенн, культурний лідер резервації Малкі-Кауїла в Беннінгу, Каліфорнія (яка була перейменована на резервацію Моронго), у 1958 році задумала відкрити музей резервації, де вона могла б виставити свою велику колекцію артефактів Кауїльї та створити центр збереження культури для бронювання. Завдяки допомозі Лоуелла Джона Біна, який на той час був аспірантом з антропології, і підтримці чоловіка Пенна Елмера та чоловіка Кетрін Шива Заубел Маріано, група отримала некомерційний статус для музею Малкі в індіанській резервації Моронго в Баннінгу. Каліфорнія. Перший некомерційний музей в індіанській резервації відкрив свої двері для відвідувачів у лютому 1965 року та продовжує демонструвати артефакти від доісторичних до найновіших часів. Malki Press, видавничий підрозділ музею, нещодавно придбав Ballena Press у авторів Ловелла Джона Біна та Сільвії Бракке Вейн, що дозволило музею продовжувати публікувати наукові праці про корінних американців Південної Каліфорнії.

## Визнання
Дослідження Заубел публікувалися в урядових, академічних і музейних публікаціях на міжнародному рівні. Її знання етноботаніки Кауїли та племінних справ спонукали законодавчий комітет штату США та федеральний комітет шукати її свідчення. Колишні та нинішні губернатори Каліфорнії вшановували її, і вона була призначена в численні комісії та агентства.
Протягом багатьох років вона проходила службу в історичній комісії округу Ріверсайд, яка обрала її істориком року округу в 1986 році. В 1987 році Індіанський музей штату Каліфорнія визнав її «Старійшиною року». У 1982 році губернатор Джеррі Браун призначив її до Комісії зі спадщини індіанців Каліфорнії. На цій посаді вона працювала над збереженням священних місць і захистом останків індіанців.
Заубел була експертом з культури та історії корінних американців перед законодавчим органом Каліфорнії, Конгресом Сполучених Штатів та різними радами, комісіями та агентствами.
Твори Заубел публікували державні установи, академічні установи та музеї. Вона викладала історію, літературу та культуру Кауїльї в Каліфорнійському університеті Ріверсайд, Каліфорнійському університеті в Лос-Анджелесі, Університеті штату Каліфорнія, Хейварді, Кельнському університеті та Університеті Хачінохе в Японії. У 2004 році видавництво Malki Museum Press опублікувало її книгу Isill Heqwas Waxizh: A Dried Coyote's Tail, написану у співавторстві з лінгвістом Кауілья, Купено, Луісеньо та Серрано доктором Еріком Елліотом.
Серед її нагород:
- Перший лауреат нагороди Смітсонівського інституту Національного музею мистецтва та культури американських індіанців (1994)
- Індіанський музей штату Каліфорнія — Старійшина року (1987)[6] :152
- Премія Ради захисту пустелі
- Нагорода YWCA Woman of Achievement Award (округ Ріверсайд, Каліфорнія)
- Премія «Міст до миру».
- Зал слави латиноамериканців та індіанців (Ріверсайд, Каліфорнія)
- Перший лауреат нагороди Каліфорнійської археологічної спадщини індіанців Каліфорнії (2000)
- Індієць року — конференція індіанців Каліфорнії (2000)
- Перша індіанка, включена до Національної жіночої зали слави в Сенека-Фоллз, Нью-Йорк (1993)[7]

## Публікації
- Заубел, Кетрін Сіва та Пол Аподака. «Заснування племінного музею: музей малкі» в Місцях американських індіанців: Путівник до пам'яток американських індіанців, під редакцією Френсіса Кеннеді. Нью-Йорк: Houghton Mifflin, 2008
- Заубел, Кетрін Сіва та Лоуелл Джон Бін. Темалпах (З Землі): індіанські знання та використання рослин у Кауїльї. Банінг, Каліфорнія: Malki Museum Press, 1972.978-0939046409